# 제1대 컴베미어 자작 스테이플튼 코튼
육군 원수 제1대 컴베미어 자작 스테이플튼 코튼(영어: Stapleton Cotton, 1st Viscount Combermere, 1773년 11월 14일~1865년 2월 21일)은 영국 육군 장교이자 정치가, 외교관이다. 하급 장교로서 그는 플랑드르 전역, 제4차 영국-마이소르 전쟁, 1803년 로버트 에밋의 반란 진압에 참여했다. 그는 아서 웰즐리 경의 군대에서 기병여단을 지휘하다가 반도 전쟁 말기 기병대의 총지휘권을 부여받았다. 그는 아일랜드 총사령관이 되었고, 그 후 인도 총사령관이 되었다. 인도 총사령관 재직 시절, 그는 이전에 난공불락으로 여겨졌던 요새인 바라트푸르를 습격했다.

## 경력

### 1790년~1805년
코튼은 덴비셔의 르웨니홀에서 태어났으며,  제5대 남작 로버트 솔즈베리 코튼과 프랜시스 코튼의 둘째 아들이다. 8살이었을 때, 코튼은 컴베미어 수도원에 있는 가족 사유지에서 약 8마일(13km) 떨어진 오들렘에 있는 문법 학교에 기숙하도록 보내졌다. 그는 교장인 윌리엄 샐먼 목사의 지도를 받았고, 그는 또한 사유지 문 밖에 있는 코튼 예배당의 개인 목사로 있었다. 재빠르고 발랄한 소년이었던 그는 가족들에 의해 'Young Rapid'로 알려졌고, 계속해서 고전을 면치 못했다. 오들렘에서 3년을 보낸 후, 그는 웨스트민스터 학교에서 계속 교육을 받았고, 도드 박사 밑에서 네 번째 반에 합류했고 그의 동기에는 미래의 군인 잭 빙, 로버트 윌슨, 그리고 시인 로버트 사우디가 포함되었다. 그는 아버지의 지인인 레이놀즈 소령이 운영하는 베이즈워터에 있는 사립 사관학교인 노우드 하우스로 보내졌다. 1790년 2월 26일, 코튼의 아버지는 코튼을 위해 제23보병연대 또는 왕립 웰치 퓨질리어 연대의 소위로 임명했고, 코튼은 1791년 더블린에서 그 부대에 합류한다. 그는 1791년 4월 9일 제77보병연대의 중위로 진급했고 1791년 4월 13일 제23보병연대로 복귀한 뒤, 그는 1793년 2월 28일 제6용기병근위대에서 대위로 진급했다. 그는 플랑드르 전역 중 요크 공작 휘하의 자신의 연대와 함께 1793년 8월 됭케르크 공방전과 1794년 4월 보몽 전투에서 복무했다. 그는 1794년 4월 28일 제59보병연대의 소령이 되었고, 1794년 9월 27일 중령 계급과 함께 제25경전투병단 지휘관이 되었다.
1796년 코튼은 그의 연대와 함께 인도로 갔다. 1796년 7월부터 8월까지 케이프 식민지에서의 작전에 참여했고, 도착하자마자 제4차 영국-마이소르 전쟁 기간인 1799년 5월 세링가파탐 포위전에 참전했는데, 그곳에서 그는 후에 웰링턴 공작인 아서 웰즐리 대령을 처음 만났다. 그는 1800년 2월 18일 브라이튼에 본부를 둔 제16보병연대의 지휘관이 되었다. 1800년 1월 1일 대령으로 진급한 뒤, 코튼은 1802년에 그의 연대와 함께 아일랜드로 파견되었고 1803년 로버트 에밋의 반란 진압에 참여했다. 1805년 11월 2일 소장으로 진급한 코튼은 웨이머스에서 기병여단의 지휘를 맡았다.

### 반도 전쟁
코튼은 1806년 뉴어크의 국회의원으로 선출되었다. 그는 1809년 4월 포르투갈로 파견되어 아서 웰즐리 경의 군대에서 기병여단을 지휘했다. 코튼은 반도 전쟁 내내 용감했고 화려한 복장을 하고 있었으며, "황금의 사자"라는 별명이 붙었다. 그는 1809년 5월 제2차 포르투 전투와 1809년 7월 탈라베라 전투에 참전했고, 1809년 8월 아버지의 남작 작위를 계승한 후 그의 영지를 보기 위해 귀국했다. 그는 1810년 5월 포르투갈로 돌아와 중장으로 진급하고 기병대의 총지휘권을 부여받은 후, 1810년 9월 부사쿠 전투에서 싸웠고,  그 후 그는 그해 말 토레스 베드라스 선으로의 철수를 엄호했다.
1811년 4월 사부갈 전투와 1811년 5월 푸엔테스 데 오뇨로 전투에서 싸운 후, 코튼은 1812년 1월 1일 중장으로 진급했다. 그는 1812년 7월 살라망카 전투에 참전하였고, 군의 부사령관이 되었다. 교전 중에 그는 성공적으로 모쿠네 사단을 향해 기병 돌격을 감행하여 웰링턴이 "신이시여, 코튼, 나는 내 인생에서 이렇게 아름다운 것을 본 적이 없다. 오늘은 너의 날이다."라고 말했다. 웰링턴의 후속 공문에 따르면, "코튼은 적의 보병에 대해 가장 용감하고 성공적인 돌격을 가했고, 그들은 그것을 전복시키고 산산조각 냈다." 전투의 마지막에 그는 포르투갈 초병의 실수로 총에 맞았다. 1812년 8월 21일 코튼은 용맹함을 인정받아 바스 훈장을 수여받았고, 1813년 3월 11일에는 명예 탑과 검 훈장을 수여받았다.
코튼은 1813년 7월 피레네 전투, 1814년 2월 오르테즈 전투, 1814년 4월 툴루즈 전투에 참전했다. 이러한 공로로 그는 1814년 5월 3일 체스터의 팔라틴에서 컴베미어 남작으로서 귀족으로 승격되었다. 1815년 1월 4일 바스 훈장 기사단 대십자장을 수여받았다.

### 1815년~1822년

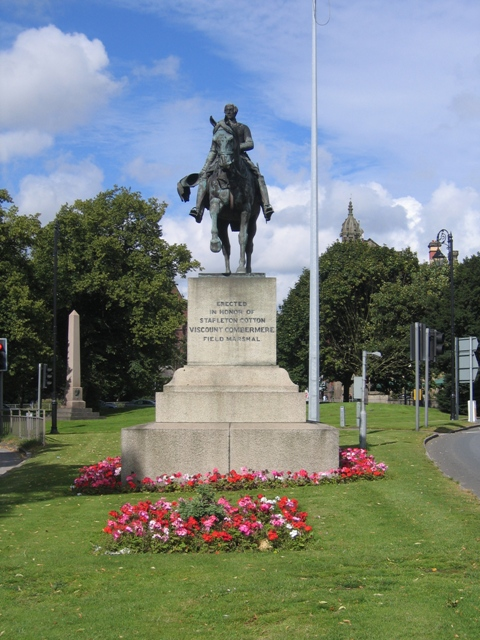
체셔 체스터성 밖에 있는 컴베미어 경의 동상

섭정왕자 조지의 주장으로 상급 장군인 옥스브리지 경에게 기병대의 지휘권이 주어졌기 때문에 코튼은 워털루 전투에 참가하지 않았다. 옥스브릿지가 부상을 입었을 때 코튼은 그의 지휘권을 넘겨받아 전쟁이 끝난 후 점령군에 복무했다.
1817년 3월, 코튼은 바베이도스의 총독이자 서인도군의 사령관이 되었다. 서인도 제도에서, 코튼의 보좌관은 토마스 무디 경이었다.
코튼은 검증되지 않은 체이스 볼트의 이야기에서 바베이도스 주지사로 재직하는 동안 "움직이는 관"의 목격자로 언급된다. 1814년에서 1820년 사이에 코튼은 자신의 집인 컴버미어 수도원을 대대적으로 리모델링하는데, 여기에는 수도원의 고딕 장식과 웰링턴의 1820년 방문을 기념하기 위한 웰링턴동 건설이 포함되었다. 1821년 1월 그는 시어네스의 마지막 총독으로 임명되었으며,
 1822년 아일랜드 총사령관이 되었다.

### 1825년~1830년
1825년 5월 27일 육군 대장으로 진급한 코튼은 인도 총사령관이 되었다. 1826년 1월 18일, 3주간의 포위 끝에, 그는 이전에 난공불락으로 여겨졌던 바라트푸르 번왕국의 수도 바라트푸르(Bhurtpore라고도 함)를 습격하고, 정당한 라자를 왕위에 복귀시켰다. 인도에서 성공을 거둔 그는 1827년 2월 8일 컴베미어 자작 작위를 받았다. 영국으로 돌아올 때, 그는 17.75톤의 부르트포어포를 가지고 왔으며 울리치의 왕립 포병 병영 밖에 오랫동안 전시되었다. 그는 1830년에 현역에서 은퇴했다.

### 1850년 이후

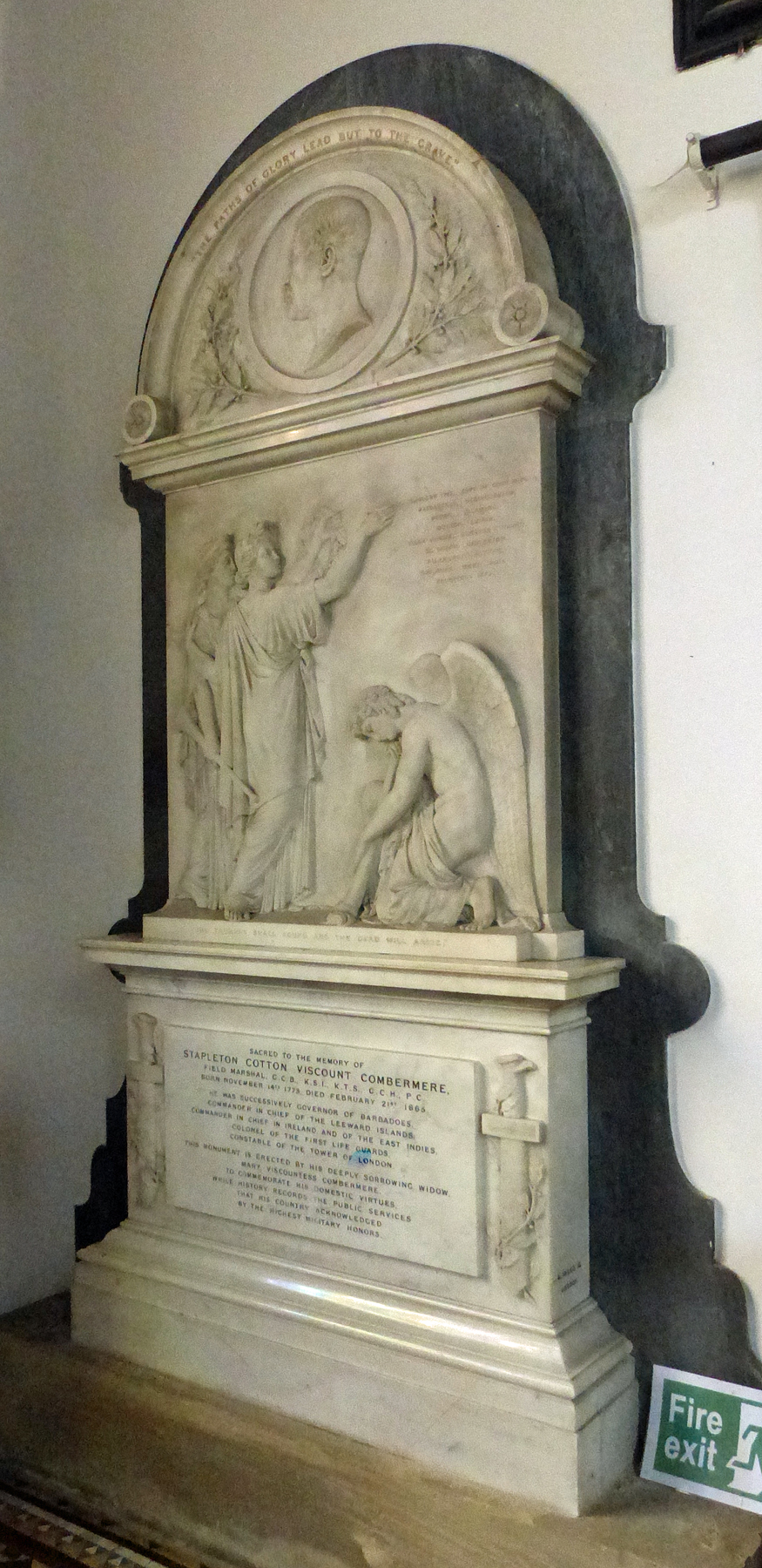
렌버리의 세인트마가렛 교회에 있는 코튼의 비

코튼은 웰링턴의 뒤를 이어 1852년 10월 타워 햄리츠 총감 및 런던탑 무관장이 되었고, 1855년 영국의 육군 원수로 진급했다. 그는 1861년 8월 19일 인도 별 훈장 기사로 임명되었다.
코튼은 제20경용기병연대와 왕의 제3경용기병연대의 명예 대령으로 복무하기도 했으며, 이후 제1근위기병연대의  명예 대령이 되었다. 1865년 2월 21일 91세의 나이로 클리프튼의 콜체스터 하우스에서 사망했으며, 렌버리의 세인트마가렛 교회에 안치되었다. 1865년 10월 체스터에서 카를로 마로체티 남작이 만든 청동 승마 동상이 체셔 주민들에 의해 세워졌다. 1890년 컴버미어 공원 가장자리에 코튼을 추모하기 위해 오벨리스크가 세워지기도 했다. 컴베미어는 그의 외아들 웰링턴 헨리 스테이플튼-코튼이 계승하였다.